# Миронюк, Светлана Васильевна
Светла́на Васи́льевна Мироню́к (род. 3 января 1968, Москва) — профессор бизнес-практики Школы управления «Сколково» (с 2017), бывший руководитель службы маркетинга и развития бизнеса российского офиса PWC, бывший старший вице-президент по маркетингу и коммуникациям Сбербанка, бывший руководитель крупнейшего российского медиахолдинга «РИА Новости» (до 2014).

## Биография
Родилась 3 января 1968 года в Москве. В 1990 году окончила географический факультет МГУ по специальности «география мирового хозяйства». С 1992 по 2000 годы работала в ЗАО «Медиа-Мост» заместителем начальника Управления по информационно‑аналитическому обеспечению и связям с общественностью. С 2001 по 2003 годы — первый вице-президент ЗАО «Компания развития общественных связей» (КРОС). В 2016 году получила степень Executive MBA в University of Chicago Booth School of Business. Также окончила программы «Поведенческая экономика» в Yale School of Management, «Цифровая экономика, маркетплейсы и финтех» в Stanford Graduate School of Business.
С 2003 по 2014 годы работала в РИА Новости: с января 2003 по апрель 2004 года — председатель Правления, с апреля 2004 по 2006 год — генеральный директор, с 2006 по 2014 годы — главный редактор. Покинула «РИА Новости» в декабре 2013 года одновременно с ликвидацией самого агентства. С 1 февраля 2016 года по 20 февраля 2017 года занимала должность старшего вице-президента, директора департамента маркетинга и коммуникаций Сбербанка. В 2017—2019 годах была исполнительным директором и руководителем функций маркетинга и развития бизнеса в российском подразделении международной аудиторско-консалтинговой группы PWC. С 2017 года работает профессором практики цифрового маркетинга и коммуникаций Школы управления «Сколково». Основные преподавательские и исследовательские интересы Светланы сфокусированы на цифровой и организационной трансформации компаний, цифровом маркетинге, поведении и лояльности потребителей, а также правилах коммуникации и управлении репутацией брендов и экспертов в цифровых каналах. Кроме того, с 2019 года занимает пост проректора Школы управления «Сколково», отвечающего за операционную деятельность и цифровое развитие.
Член правления фонда «Друзья». С 2010 по 2023 год была членом наблюдательного совета российского отделения Всемирного фонда дикой природы. В день объявления фонда иностранным агентом (10 марта 2023) с его сайта пропала информация о членах совета. Соавтор Эколого-экономического индекса регионов России (2011). Член попечительского совета благотворительной организации «Ночлежка».
Светлана Миронюк замужем за Сергеем Зверевым, президентом компании КРОС и руководителем департамента интегрированных коммуникаций НИУ «Высшая школа экономики».
У Светланы трое детей: Артем (1993 года рождения), Александр (2000 года рождения) и Анна (2006 года рождения).
В свободное время Светлана путешествует, увлекается современным искусством, любит смотреть фильмы и играет в гольф.

## Награды, премии
- 2003 — Медаль «За заслуги в проведении Всероссийской переписи населения» Государственного комитета Российской Федерации по статистике.
- 2003 — Нагрудный знак Госкомстата России «За активное участие во Всероссийской переписи населения 2002 г.»
- 2004 — Благодарность Министерства Российской Федерации по делам печати, телерадиовещания и средств массовых коммуникаций — «за большой вклад в формирование благоприятного образа России за рубежом».
- 2004 — Медаль «200 лет Министерству обороны».
- 2004 — Знак «За заслуги в развитии сетевых информационных технологий».
- 2007 — Орден Почёта (17 марта 2007 года) — за заслуги в развитии современных информационных технологий, высокие достижения в сфере информационной деятельности и общественных связей[12].
- 2007 — Юбилейный знак «XV лет Российскому союзу промышленников и предпринимателей» «за активное участие в реализации целей и задач Союза».
- 2007 — Почётная грамота Правительства КНР «Национальные годы» Китая и России в знак признательности — за особый вклад в проведение этого мероприятия.
- 2007 — Премия «Медиа-Менеджер России-2007» в категории «New Media», представляющей электронные СМИ.
- 2007 — Орден святой равноапостольной княгини Ольги III степени — «за усердные труды во благо Русской Православной Церкви и в связи с 65-летием РИА „Новости“».
- 2008 — Благодарность Президента Российской Федерации (5 сентября 2008 года) — «за большой вклад в подготовку и проведение Года России в Китае и Года Китая в России»[13].
- 2009 — Орден Почёта (19 января 2009 года, Южная Осетия) — за большой вклад в организацию объективного освещения событий вокруг Южной Осетии в августе 2008 года[14]
- 2010 — Благодарность Президента Российской Федерации (30 июля 2010 года) — «за активное участие в подготовке и проведении мероприятий, посвящённых 65-летию Победы в Великой Отечественной войне 1941—1945 годов»[15].
- 2010 — Премия Союза журналистов России «Золотое перо России» в номинации «Редактор года»[16][17].
- 2011 — Премия «Коммуникации будущего» в номинации «Медиа будущего», присуждена в рамках международного форума «Communication on Top», Давос[18].
- 2011 — Орден «За заслуги перед Отечеством» IV степени (22 апреля 2011 года) — за большие заслуги в развитии отечественных средств массовой информации и высокие достижения в сфере информационной деятельности[19].
- 2012 — лауреат Международного конкурса деловой журналистики «PRESSЗВАНИЕ» в номинации «Уважение коллег»[20].